# Больська Аделаїда Юліанівна
Аделаїда Больська (пол. Adela Bolska), до шлюбу Скомпська (пол. Skąpska), в шлюбі Діенгейм-Щавіньська-Брохоцька (пол. Dienheim-Szczawińska-Brochocka); 16 листопада 1863, Подільська губернія — 29 вересня 1930, Таллінн) — польська оперна співачка (ліричне сопрано) та вокальна педагогиня.

## Біографія
До 1880 року навчалася в закритому монастирському пансіоні Königliche Musikschule в Мюнхені спочатку грі на фортепіано, пізніше співу. В 1883—1888 рр. в Московській консерваторії у Джакомо Гальвані та Федора Комміссаржевского. Під час навчання брала участь в концертах російського музичного товариства з творами та під управлінням П. І. Чайковського. Закінчила консерваторію з малою срібною медаллю та потім протягом року вдосконалювала вокальну майстерність в Італії. Дебютувала в міланському театрі Dal Verme, виступала також в Лоді, брала участь в концертах диригентів Шарля Ламуре та Едуара Колона.
Після повернення в Росію за активного сприяння Чайковського була прийнята до Великого театру; співала під дошлюбним прізвищем Скомпська. В 1889 р дебютувала на його сцені в партіях Паміни («Чарівна флейта»), Горислави («Руслан і Людмила») і Тетяни («Євгеній Онєгін»). Виступала у Великому театрі до 1892 р .; 17 квітня 1892 р виконала партію Леонори в прем'єрі опери Антона Симона «Ролла». Саме Скомпській Чайковський хотів віддати головну партію в новій опері «Іоланта», яку збиралися ставити в Петербурзі (на прем'єрі 18 грудня співала Медея Фігнер), проте була змушена звільнитися через хворобу до закінчення контракту і виїхати лікуватися до Франції.
В 1893 році Аделаїда Скомпська вступила в шлюб з графом Олександром Діенгейм-Щавіньским-Брохоцьким. У 1894 році народила доньку Марію Ванду. Продовжуючи займатися вокалом, брала в Парижі уроки у знаменитої французької співачки Міолан-Карвальо. У Парижі виступала в салонах і приватних зібраннях під псевдонімом ***, де її почув композитор Массне, який порадив взяти сценічний псевдонім і виступати публічно. Оскільки співачка відмовлялася від іноземних імен, композитор запропонував псевдонім Больська, взявши прізвище героя «Пригоди Ладислава Больського» (фр. L'aventure de Ladislas Bolski; 1864) Віктора Шербюльє.
За наполяганням друзів в 1896 році відновила концертну діяльність, з величезним успіхом виступивши в театрі «Лісі» в Барселоні в партії Офелії. Із запропонованих їй після цього ангажементів Больска воліла прийняти запрошення директора імператорських театрів І. А. Всеволожского в Маріїнський театр. Для ангажементу співачки царська влада дозволила тимчасовий в'їзд чоловіка Больської на територію Російської імперії, який залишив Польщу після повстання 1863 р.
Дебютувала в Санкт-Петербурзі в партії Тетяни («Євгеній Онєгін» Чайковського) 22 вересня 1897 року і виступала на сцені Маріїнського театру в провідних партіях аж до 1918 року. Серед прем'єр Больської — Волхова в «Садко» (26 січня 1901 р.) і Марфа в «Царській нареченій» (30 жовтня 1901 роки) Миколи Римського-Корсакова, Дамаянти в «Ліво і Дамаянти» Антона Аренського (9 вересня 1908 р.) .
Вперше виконала російською мовою партію Зіглінда в «Валькірії» (24 листопада 1900 роки) і партію Єви в «Нюрнберзькі мейстерзінгери» (20 березня 1914) Ріхарда Вагнера. Під час літніх відпусток гастролювала в містах російської провінції: Тифлісі (антреприза П. Зурабова і М. Валентинова), Харкові, Києві та Одесі (антреприза М. Валентинова), Таганрозі, Черкаську, Катеринославі, Кишиневі, Кисловодську, Вільно, Ризі. Також щороку виступала в Варшаві. Виступала в Парижі, Лондоні (Ковент-Гарден). Протягом багатьох років брала уроки співу у Бертрам в Парижі, де постійно проживала.
У 1918 році контракт Больської з Маріїнським театром був достроково розірваний. Співачка виступала епізодично в концертних програмах. З 1918 року італійська піддана. З 1920 по 1922 рік була професором вокального класу в Петроградський консерваторії. У 1923 році виїхала до Варшави, де також викладала в консерваторії.
Померла в Таллінні, похована в Варшаві на цвинтарі Старі Повонзкі.